# Corticarina lobeliae
Corticarina lobeliae es una especie de coleóptero de la familia Latridiidae.

## Distribución geográfica
Habita en Etiopía.